# Efekt Ubbelohdego
Efekt Ubbelohdego – efekt izotopowy polegający na wydłużeniu wiązań wodorowych po wymianie w tworzących je cząsteczkach izotopu wodoru 1H na izotop 2H, czyli deuter. Wiązanie wodorowe tworzone z udziałem deuteru zamiast wodoru 1H mogą być dłuższe o ok. 0,03 Å.
Efekt Ubbelohdego występuje w szczególnym nasileniu dla wiązań wodorowych o średniej sile, które mają długość 2,45–2,65 Å. Tego rodzaju wiązania występują bardzo często w układach biologicznych, są to m.in. wiązania O−H⋯O i N−H⋯N.
W niektórych przypadkach obserwuje się odwrócony efekt Ubbelohdego, np. dla słabych wiązań C−H⋯π. Oba typy efektów, skrócenie lub wydłużenie długości wiązań w wyniku zastąpienia wodoru deuterem określa się wspólnie także jako efekt Ubbelohdego.